# Lyby säteri

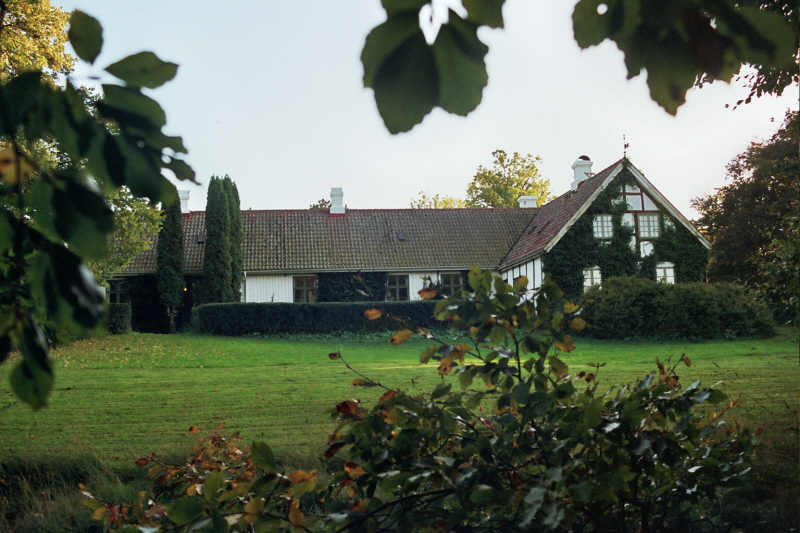
Lyby säteri

Lyby säteri är en gård i Lyby i Lyby socken i Hörby kommun mellan Löberöd och Hörby. 
Året 1626 tilldelades välborne Christopher von Hardenberg säterirättigheter för gården i Lyby, för tjänster, som han under trettioåriga kriget renderat Kristian IV. 1673 förvärvades Lyby av kapten Burchard Lillie, som samma år fick svensk sätesfrihet för gården. Han avled några år senare och gården tillföll barn och arvingar. Bekräftelse för friheten av Kungl Majt, brev och dokument innehades av barnens förmyndare, överstelöjtnanten Vinholtz.
1757 förvärvades gården av amiralitetsläkaren och medicine professorn vid Lunds Vetenskapsakademi Eberhard Rosén, adlad 1770 Rosenblad. Han avled 1796 och dödsboet avyttrade säteriet i Lyby till häradshövdingen Per von Seth. Han fick tillstånd att nyttja Lyby som avelsgård under godskomplexet Osbyholm. Pehr von Seth avled 1810 och sonen Johan ärvde Osbyholms herresäte. År1834 avled kammarherren och riddaren Johan von Seth.
1847 avsöndrades genom arvskifte herrgården Sextorp, säteriet Lyby och säteriet Råby. Edvard von Seth, yngste sonen till Johan, vars arvslott blev Lyby, tog det gamla säteriet i besittning 1852. Översten Edvard von Seth avled 1907 och sonen Johan, även han överste, tog vid. Den senares son, ryttmästaren Edvard von Seth, avyttrade slutligen gården 1952 och satte därmed punkt för familjens 150-åriga prägel på bygden.
Byggnaderna och trädgården är idag ett värdefullt minnesmärke från tiden då Skåne var danskt. Trädgården anlades på 1850-talet av Kongl dansk haveinspektör Rudolf Rothe. Corps de logiet i korsvirke, delvis uppfört redan under 1500-talet, är bland de äldsta profana byggnaderna i Frosta härad.